# Dance Dance Revolution Hottest Party 2
Dance Dance Revolution Hottest Party 2, mais tarde lançado no Japão como Dance Dance Revolution Furu Furu Party (ダンスダンスレボリューション フルフル♪パーティー, Dansu Dansu Reboryūshon Furu Furu Pātī), é um jogo eletrônico de dança publicado pela Konami. Hottest Party 2 oferece a mesma jogabilidade de Hottest Party, introduzindo novos modos de jogo, personagens e gráficos. O jogo ainda disponibiliza uma trilha sonora totalmente nova de músicas licenciadas das últimas quatro décadas. Dance Dance Revolution Hottest Party 2 foi lançado na América do Norte em 16 de setembro de 2008.

## Modos
Dance n’ Defend Battle Mode
Os jogadores enfrentam-se se contra outros jogadores utilizando o Wii Remote para dançar.
Triple Stomp
Um novo modo adicionado em Dance Dance Revolution Hottest Party 2.
Scoring
Adiciona pontuação dependendo da performance dos jogadores.

## Músicas
| Dance Dance Revolution Hottest Party 2 soundtrack | Dance Dance Revolution Hottest Party 2 soundtrack | Dance Dance Revolution Hottest Party 2 soundtrack | Dance Dance Revolution Hottest Party 2 soundtrack | Dance Dance Revolution Hottest Party 2 soundtrack     |
|                                                   |                                                   | Música                                            | Artista                                           | Original                                              |
| ------------------------------------------------- | ------------------------------------------------- | ------------------------------------------------- | ------------------------------------------------- | ----------------------------------------------------- |
|                                                   |                                                   | Black or White                                    | Prince Royal                                      | Michael Jackson featuring Slash                       |
|                                                   |                                                   | Makes Me Wonder                                   | Sunshine Superman                                 | Maroon 5                                              |
|                                                   |                                                   | Tribulations                                      | LCD Soundsystem                                   | LCD Soundsystem                                       |
|                                                   |                                                   | D.A.N.C.E.                                        | Justice                                           | Justice                                               |
|                                                   |                                                   | Everybody Dance                                   | TSMV                                              | Chic                                                  |
|                                                   |                                                   | You're the One That I Want                        | DAVE Y & TAYA                                     | John Travolta featuring Olivia Newton-John            |
|                                                   |                                                   | All Good Things (Come to an End)                  | Hamel & Naughty G.                                | Nelly Furtado featuring Chris Martin                  |
|                                                   |                                                   | Come Rain Come Shine                              | Jenn Cuneta                                       | Jenn Cuneta                                           |
|                                                   |                                                   | I Ran (So Far Away)                               | Spacebar vs. Naughty G.                           | A Flock of Seagulls                                   |
|                                                   |                                                   | Red Alert                                         | Basement Jaxx                                     | Basement Jaxx                                         |
|                                                   |                                                   | Bust a Move                                       | Young MC featuring Flea                           | Young MC featuring Flea                               |
|                                                   |                                                   | Can't Help Falling in Love                        | Cut N Edge                                        | Elvis Presley                                         |
|                                                   |                                                   | Feel Together                                     | Mickey Disco                                      | Ben MacKlin featuring Tiger Lily                      |
|                                                   |                                                   | My Destiny                                        | ASHER                                             | Kim English                                           |
|                                                   |                                                   | Nite-Runner                                       | Fraz                                              | Duran Duran featuring Justin Timberlake and Timbaland |
|                                                   |                                                   | Obsession                                         | Brooklyn Fire                                     | Animotion                                             |
|                                                   |                                                   | Umbrella                                          | Haley Hunt                                        | Rihanna featuring Jay-Z                               |
|                                                   |                                                   | Walking on Sunshine                               | The Flash                                         | Katrina and the Waves                                 |
|                                                   |                                                   | We Got the Beat                                   | Pop n' Fresh                                      | The Go-Go's                                           |
|                                                   |                                                   | I Want Candy                                      | Pop n' Fresh                                      | The Strangeloves                                      |
|                                                   |                                                   | Call On Me                                        | Flow                                              | Eric Prydz sampling Valerie by Steve Winwood          |
|                                                   |                                                   | Don't You (Forget About Me)                       | NoFoundation                                      | Simple Minds                                          |
|                                                   |                                                   | FIVE O'Clock                                      | Flow                                              | The Perceptionists                                    |
|                                                   |                                                   | Scramble                                          | System 7                                          | System 7                                              |
|                                                   |                                                   | Tootsee Roll                                      | The Block Brothers & Hollywood J                  | 69 Boyz                                               |
|                                                   |                                                   | Lesson by DJ                                      | U.T.D & Friends                                   | U.T.D & Friends                                       |
|                                                   |                                                   | Lesson2 by DJ                                     | MC DDR                                            | MC DDR                                                |
|                                                   |                                                   | Open Your Eyes                                    | NM feat. JaY_bEe (JB Ah-Fua)                      | NM feat. JaY_bEe (JB Ah-Fua)                          |
|                                                   |                                                   | Settin' the Scene                                 | U1 night style                                    | U1 night style                                        |
|                                                   |                                                   | STAY (Joey Riot remix)                            | DANNY D                                           | DANNY D                                               |
|                                                   |                                                   | Unity                                             | The Remembers                                     | The Remembers                                         |
|                                                   |                                                   | Dreamin'                                          | TOMOSUKE feat. Adreana                            | TOMOSUKE feat. Adreana                                |
|                                                   |                                                   | My Love                                           | NM feat. Melissa Petty                            | NM feat. Melissa Petty                                |
|                                                   |                                                   | The Lonely Streets                                | DJ YOSHITAKA feat. Robert "RAab" Stevenson        | DJ YOSHITAKA feat. Robert "RAab" Stevenson            |
|                                                   |                                                   | I WANT YOUR LOVE (Darwin remix)                   | GAV                                               | GAV                                                   |
|                                                   |                                                   | escape                                            | U1 & Krystal B                                    | U1 & Krystal B                                        |
|                                                   |                                                   | No Matter What                                    | jun feat. Rita Boudreau                           | jun feat. Rita Boudreau                               |
|                                                   |                                                   | We Can Win the Fight                              | D-crew feat. Matt Tucker                          | D-crew feat. Matt Tucker                              |
|                                                   |                                                   | INTO YOUR HEART (Ruffage remix)                   | NAOKI feat. YASMINE                               | NAOKI feat. YASMINE                                   |
|                                                   |                                                   | JUST BELIEVE                                      | Lea Drop feat. Marissa Ship                       | Lea Drop feat. Marissa Ship                           |
|                                                   |                                                   | LOVING YOU (Epidemik remix)                       | TONI LEO                                          | TONI LEO                                              |
|                                                   |                                                   | SUPER HERO                                        | DJ YOSHITAKA feat. Michaela Thurlow               | DJ YOSHITAKA feat. Michaela Thurlow                   |
|                                                   |                                                   | Desert Journey                                    | dj TAKA                                           | dj TAKA                                               |
|                                                   |                                                   | Racing with Time (NAOKI's 999 remix)              | jun feat. Godis (Heather Twede)                   | jun feat. Godis (Heather Twede)                       |
|                                                   |                                                   | REACH THE SKY (Orbit1 remix)                      | TAYA                                              | TAYA                                                  |
|                                                   |                                                   | Closer to my Heart (jun remix)                    | NM feat. Heather Elmer                            | NM feat. Heather Elmer                                |
|                                                   |                                                   | Habibe (Antuh muhleke)                            | Wendy Parr                                        | Wendy Parr                                            |
|                                                   |                                                   | Somehow You Found Me                              | DIGI-SEQ-BAND2000                                 | DIGI-SEQ-BAND2000                                     |
|                                                   |                                                   | 鏡花水月楼 (KYOKA-SUIGETSU-ROW) (DDR EDITION)     | TЁЯRA feat. 宇宙戦隊 (Uchusentai) NOIZ            | TЁЯRA feat. 宇宙戦隊 (Uchusentai) NOIZ                |
|                                                   |                                                   | SILVER★DREAM                                      | jun                                               | jun                                                   |
|                                                   |                                                   | osaka EVOLVED -MAIDO, OHKINI-                     | NAOKI underground                                 | NAOKI underground                                     |